# هارموتوم
هارموتوم  (به انگلیسی: Harmotome) با فرمول شیمیایی Ba[Al2Si6O16].6H2O از مجموعه کانی هاست و از کلمات یونانی Harmos یعنی تجمع و temnein بمعنای بریدن و قطع کردن گرفته شده‌است. محلول در HCl BaO:۲۱٫۱۸٪  Al2O۳:۱۴٫۰۹٪  SiO۲:۴۹٫۸٪  H2O:۱۴٫۹۴٪  و ادخال‌های K برای اولین بار در آلمان غربی کشف شد و از نظر شکل بلور: منشوری - قرصی - ماکله، رنگ: سفید - خاکستری - زرد - قرمز، شفافیت: شفاف - نیمه شفاف، شکستگی: نامنظم، جلا: شیشه ای، رخ: ناقص، سیستم تبلور: مونوکلینیک و در رده‌بندی سیلیکات است همچنین خاصیت مغناطیسی ندارد و منشأ تشکیل آن هیدروترمال است.
همایند کانی‌شناسی (پارانژ) آن واکنش‌های شیمیایی و اشعه Xفیلیپسیت- کلسیت- باریت- فیلیپسیت- کوارتز و غیره است
، از نظر ژیزمان بلوری کمیاب است و بیشتر در آلمان غربی، نروژ، انگلستان، آمریکا یافت می‌شود.

## منبع
- پردیس کشاورزی ایران